# Lost Peace
Lost Peace war eine schweizerische Jazz-Rock-Band der 1970er Jahre aus Bern.
Lost Peace spielte eigenwilligen und experimentellen Pop-Jazz. Mit Eigenkompositionen mit zum Teil elegischen Stücken, die über 20 Minuten dauerten und viele Rhythmuswechsel aufwiesen, hatte die Band in der Schweiz und in Deutschland Erfolg. Experimentiert wurde mit unüblichen Taktarten: 4/5, 7/8, 13/8 etc. und inspiriert war die Musik von Jazz bis Klassik (z. B. Boléro von Ravel).

## Geschichte

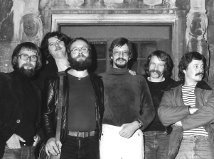
Lost Peace

Lost Peace wurde 1970 vom Bassisten und Gitarristen Claudio Bischoff gegründet. In der Besetzung Claudio Bischoff (Bass), Ruedy Camenzind (Schlagzeug) und Jürg Lötscher (Gitarre) wurden Stücke von Grand Funk bis hin zu Songs der Beatles gespielt. Mit dem Eintritt des Pianisten Willy Müller im Jahr 1971, der von nun an die Stücke schrieb, wurde die Gruppe experimenteller. Die Integration verschiedener Musikrichtungen und Rhythmen führte zu einem eigenwilligen Rocksound. 1972 ersetzte Thomas Wild den ausgetretenen Schlagzeuger Ruedy Camenzind. In dieser Formation errang die Gruppe am dritten Popfestival den ersten Rang. Es folgten Auftritte in der Schweiz und ein Auftrag für den Soundtrack des Auslandschweizerfilms Invitation. 1973 wurde Lost Peace mit den beiden Bläsern Tinu Heiniger (Saxophon, Klarinette) und Pudi Lehmann (Trompete, Violine) erweitert. Die Gruppe spielte nun jazziger und orientierte sich vermehrt am Funk: Einflüsse von Chicago, Weather Report, Miles Davis, Billy Cobham fanden ihren Niederschlag. In dieser Formation wurde das Sextett Lost Peace erneut Sieger am Popfestival in Luzern. Ein Jahr später erfolgte die Produktion der ersten Single (Suppressed / After a Big Steak) im Sinusstudio Bern. Danach folgte ein Auftritt in der Sendung Talentschuppen des deutschen Fernsehens. Ende 1974 verließ Jürg Lötscher die Band und wurde durch Markus Küng (Gitarre) ersetzt. Beim Jazzfestival Bern  erhielten Musiker der Gruppe Solistenpreise. Das Westschweizer Fernsehen produzierte die Gruppe für die Sendung Caleidospop. Ex Dave Pike Set-Schlagzeuger Marc Hellman ersetzte Thomas Wild, der einen Profivertrag bei der Wolfgang Jung-Band eingegangen war. Dadurch wurde der Sound jazziger, die Band spielte nun modernen, funkigen Jazz-Rock. 1977 nahm Lost Peace in der Besetzung Willy Müller (Komponist, Keyboard, Posaune), Claudio Bischoff (Bass), Marc Küng (Gitarre), Marc Hellman (Schlagzeug, Percussion), Tinu Heiniger (Saxophon, Klarinette) und Pudi Lehmann (Trompete, Violine) im SINUS Studio die Langspielplatte Lost Peace auf. Produzent war der Zytglogge-Verlag. Claudio Bischoff nahm ein Remix auf.

## Diskografie
- 1974: Suppressed (Single, Verlag Mediation)
- 1977: Lost Peace (Album, Verlag Zytglogge, ZYT 212)

## Auszeichnungen
- Sieger am schweizerischen Popfestival Luzern 1972 und 1973